# The Simpsons Sing the Blues
The Simpsons Sing the Blues is een muziekalbum uit 1990, gebaseerd op de animatieserie The Simpsons.
Het album was een internationaal succes, waaronder in het Verenigd Koninkrijk waar de animatieserie rond die tijd nog niet werd uitgezonden. Van het album werden drie singles gemaakt: "Do The Bartman", "God Bless the Child" en "Deep, Deep Trouble". Hiervan werden ook muziekvideo’s uitgegeven in 1991.
Verschillende castleden uit de animatieserie werkten mee aan het album. De nummers op het album waren zowel originele nummers als covers van bestaande bluesnummers.
Een aantal noemenswaardige muzikanten hielpen mee aan het album, waaronder B. B. King, DJ Jazzy Jeff, Dr. John, Michael Jackson en Marcy Levy.

## Hitlijsten
Het album was een succes in de Verenigde Staten, waar hij de derde plaats op de Billboard 200 haalde. Dit was de op een na hoogste positie ooit voor een The Simpsons-album.
In het Verenigd Koninkrijk scoorde het album #6 op de hitlijsten. Uiteindelijk kreeg het album goud in het VK.

## Tracklijst
1. Do the Bartman
  - Bart Simpson
2. School Days (oorspronkelijk door Chuck Berry)
  - Bart Simpson
  - Met Buster Poindexter (achtergrond)
3. Born Under a Bad Sign (oorspronkelijk door Albert King)
  - Homer Simpson
  - Met B. B. King (gitaar)
4. Moanin' Lisa Blues
  - Lisa Simpson
5. Deep, Deep Trouble
  - Bart Simpson
  - Met DJ Jazzy Jeff (scratches)
6. God Bless the Child (oorspronkelijk door Billie Holiday)
  - Lisa Simpson
  - Cameo van "Bleeding Gums" Murphy
7. I Love to See You Smile (oorspronkelijk door Randy Newman)
  - Homer Simpson
  - Marge Simpson
  - Met Dr. John (pianosolo)
8. Springfield Soul Stew (gebaseerd op "Memphis soul stew" door King Curtis)
  - Marge Simpson
9. Look at All Those Idiots
  - Montgomery Burns
  - Smithers
10. Sibling Rivalry
  - Bart Simpson
  - Lisa Simpson

## Singles
- "Deep, Deep Trouble"
  - Uitgebracht: 1991
  - Geschreven door: Matt Groening, DJ Jazzy Jeff, the Fresh Prince
  - Hitlijsten:: #7 (VK)

- "Do the Bartman"
  - Uitgebracht: 1990
  - Geschreven door Written by: Matt Groening, DJ Jazzy Jeff, the Fresh Prince
  - Hitlijsten: #1 (VK)

- "God Bless the Child"
  - Geschreven door: Billie Holiday & Arthur Herzog Jr.

## Discografie
| Land      | Label           | Formaat  | Catalog                |
| --------- | --------------- | -------- | ---------------------- |
| VS        | Geffen          | Cassette | M5G 24308              |
| VS        | Geffen          | Vinyl    | GHS 24308              |
| VS        | Geffen          | Cd       | 9 24308-2              |
| VS        | Geffen Goldline | Cassette | M5G 24308              |
| VS        | Geffen Goldline | Cd       | 24308                  |
| Duitsland | Geffen          | Cassette |                        |
| Duitsland | Geffen          | Vinyl    | 7599-24308-1           |
| Duitsland | Geffen          | Cd       | 7599-24308-2           |
| Duitsland | Geffen          | Cd       | GED 24 308/GEFD 24 308 |
| VK        | Geffen          | Cassette |                        |
| VK        | Geffen          | Vinyl    |                        |
| VK        | Geffen          | Cd       | GFLD 19201             |
| VS        | Geffen          | CD Promo | 9 24308-2              |